# Vágó Zoltán
Vágó Zoltán, született Weisz (Pásztó, 1892. december 26. – 1976. szeptember 2.) magyar labdarúgó, labdarúgóedző. Vágó Antal (Tóni) labdarúgó öccse.

## Pályafutása

### Labdarúgóként
Vágó Zoltán labdarúgóként a Terézvárosi TC játékosa volt, melynek színeiben 1910 és 1913 között tizenöt bajnoki mérkőzésen lépett pályára a magyar első osztályban. Később kisebb külföldi csapatokban is játszott.

### Edzőként
Edzőként megfordult Németországban és Franciaországban is, 1936-ban egy fél szezon erejéig az élvonalbeli Salgótarján csapatát edzette. 1936 és 1937 között a francia AS Saint-Étienne edzője volt. 1945 és 1946 között az MTK csapatát irányította, mellyel 37 mérkőzésből 18 mérkőzést nyert meg, valamint 6 döntetlen és 13 vereség fűződik a nevéhez. A második világháború után kisebb magyar csapatokat edzett.